# Parc national de Nyika
Le parc national de Nyika est le plus grand parc national du Malawi, avec une superficie d'environ 3 200 km2.

## Localisation et accès routier

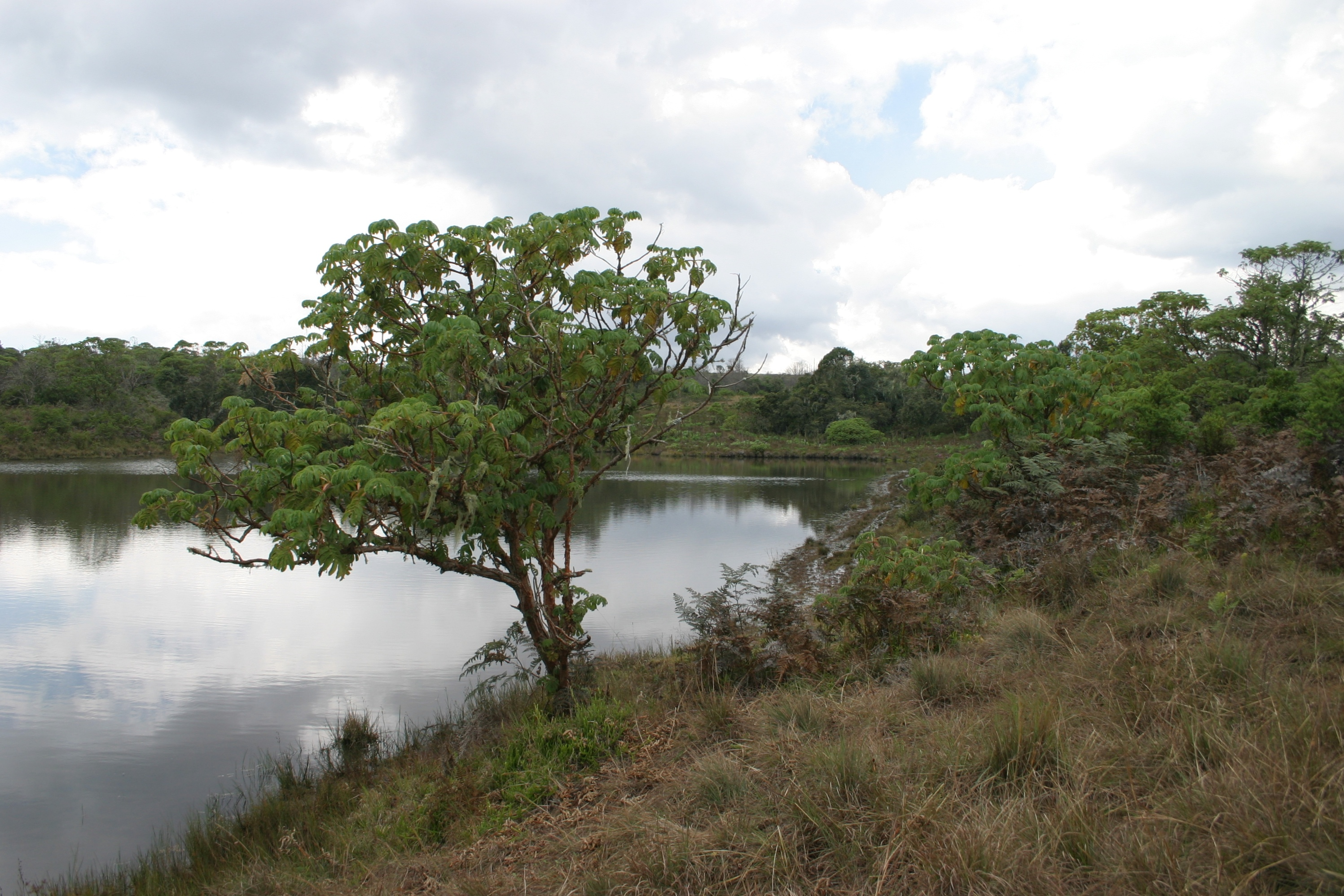
Le lac Kaulime, situé à l'intérieur du parc.

Le parc couvre la quasi-totalité du plateau de Nyika dans le nord du Malawi. Il se trouve, par la route, à 480 km au nord de Lilongwe, la capitale, et à 60 km au nord de Rumphi. On y accède par une mauvaise route qui débute au nord de celle reliant Rumphi au poste frontière de Katumbi. Elle serpente en direction du sud-ouest de l'escarpement bordant le plateau ; elle se dirige ensuite vers les hauts, où elle forme la frontière avec la Zambie, puis descend sinueusement et se dirige vers le nord et le poste frontière de Chisenga. Au sommet du plateau, un embranchement se dirige vers Chelinda, quartier général du parc, pratiquement au centre de celui-ci. Quoique le parc ne se trouve qu'à 35 km de la ville de Livingstonia, il n'y a pas d'accès depuis le côté oriental.

## Faune et flore
Le terme nyika signifie « l'endroit d'où vient l'eau » car le plateau, en hauteur, est plus humide que les régions qu'il domine. D'autres propositions exposent que cela veut dire « nature sauvage » et « prairie rase ». Le sommet est fréquemment dans les nuages, que ce soit en saison des pluies (chaude) ou en saison sèche (froide) ; un brouillard dense, appelé chiperone, persiste souvent toute la matinée et parfois toute la journée. L'humidité persistante permet l'existence, entre autres fleurs, de plus de deux cents espèces d'orchidées. Les prairies du Nyika sont riches en fleurs sauvages toute l’année, particulièrement entre janvier et avril, durant les pluies.
La végétation d'afromontane attire de nombreuses antilopes, Céphalophes de Grimm, Élands du Cap, antilopes cheval. Les zèbres sont communs près de Chelinda et dans les hautes-terres du plateau. Le parc revendique présenter l'une des plus fortes densités de léopards d'Afrique Centrale, mais cela n'est pas confirmé par les recensements menés par les scientifiques durant vingt ans à la fin du XXe siècle et au début du XXIe siècle et ils peuvent avoir souffert de changements rapide de population. Nocturnes, ils sont rarement observés, quoique des traces soient régulièrement relevées. Il existe nombre d'autres espèces de mammifères, tels les phacochères et les potamochères, ainsi que des félins plus petits et des porcs-épics. Les buffles sont rares voire ont disparu. Les empreintes de sabots relevées au nord du parc sont probablement celles du bétail domestique élevé près d'Uledi. Des lions et des éléphants ont été observés au début du XXIe siècle sur le haut-plateau.
Plus de 400 espèces d'oiseaux ont été recensées dans le parc. L'Outarde de Denham, une espèce rare, et des Grues caronculées peuvent être observées, ainsi que le Francolin de Levaillant, une espèce endémique.

## Tourisme
Le plateau proprement dit ne représente que le tiers du parc national. Les escarpements et les collines septentrionales sont de plus basse altitude et présentent des paysages nettement plus secs. Ces zones sont couvertes de brachystegia (miombo) et de protea à la frontière entre les prairies et les forêts. Il est facile de s'y perdre et quitter les routes n'est pas recommandé sans un guide local. Le plateau est fréquenté par les randonneurs à pied et à vélo, ainsi que par les véhicules 4x4 pour les excursions.
On trouve aussi des chutes d'eau, la plus spectaculaire étant celle de la Chisanga où la North Rukuru tombe du plateau vers le district de Thalire, un abri sous roche datant du néolithique, formant un lac et une piscine à truites.
Le camp de Chelinda propose des logements et il existe une piste d'atterrissage pour des safaris aériens. La réserve de Vwaza Marsh (en) se trouve à proximité et peut être rejointe par la route de Rumphi à partir du point d'entrée de Thazima.

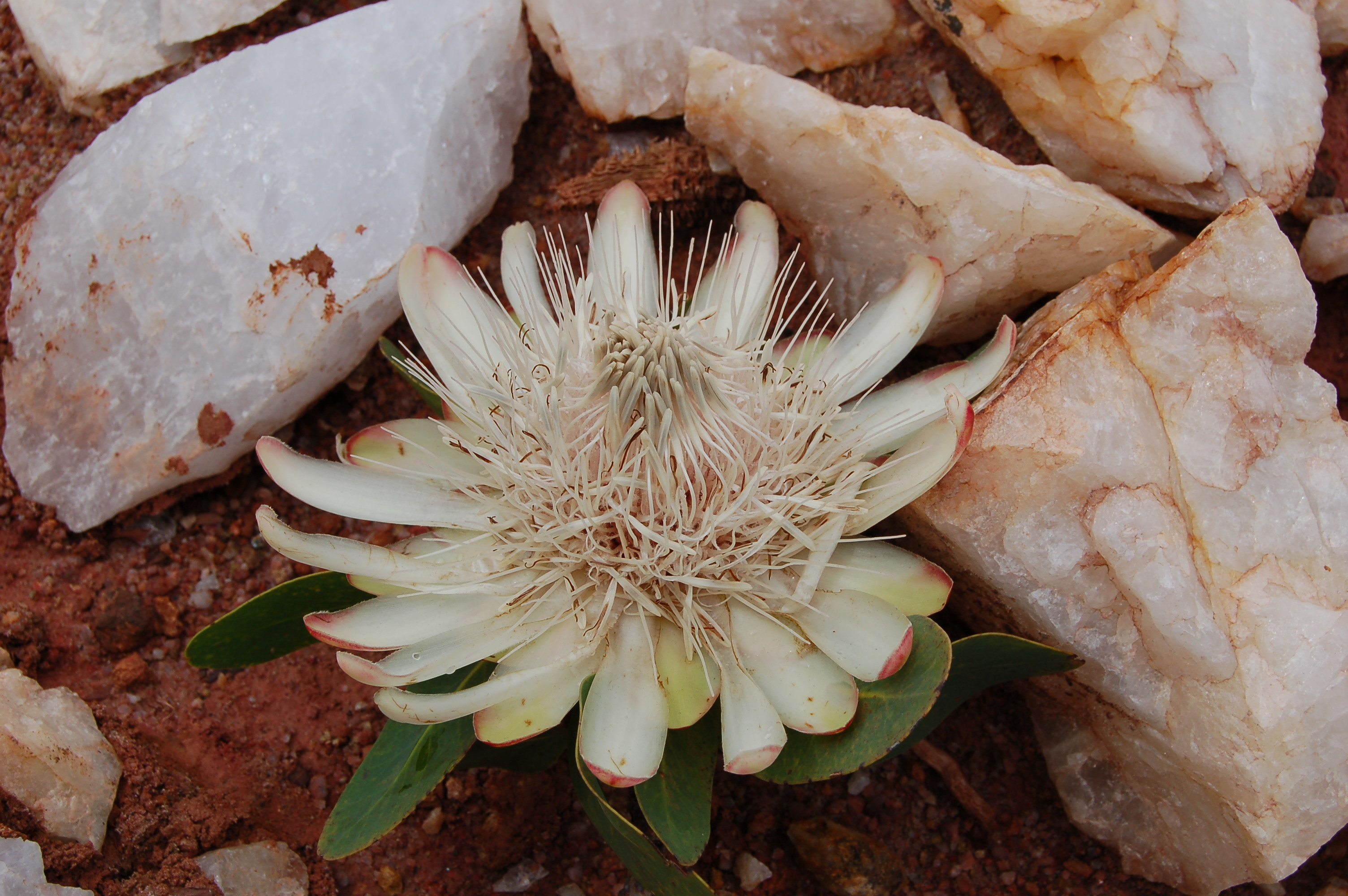
Une fleur parmi les quartz.
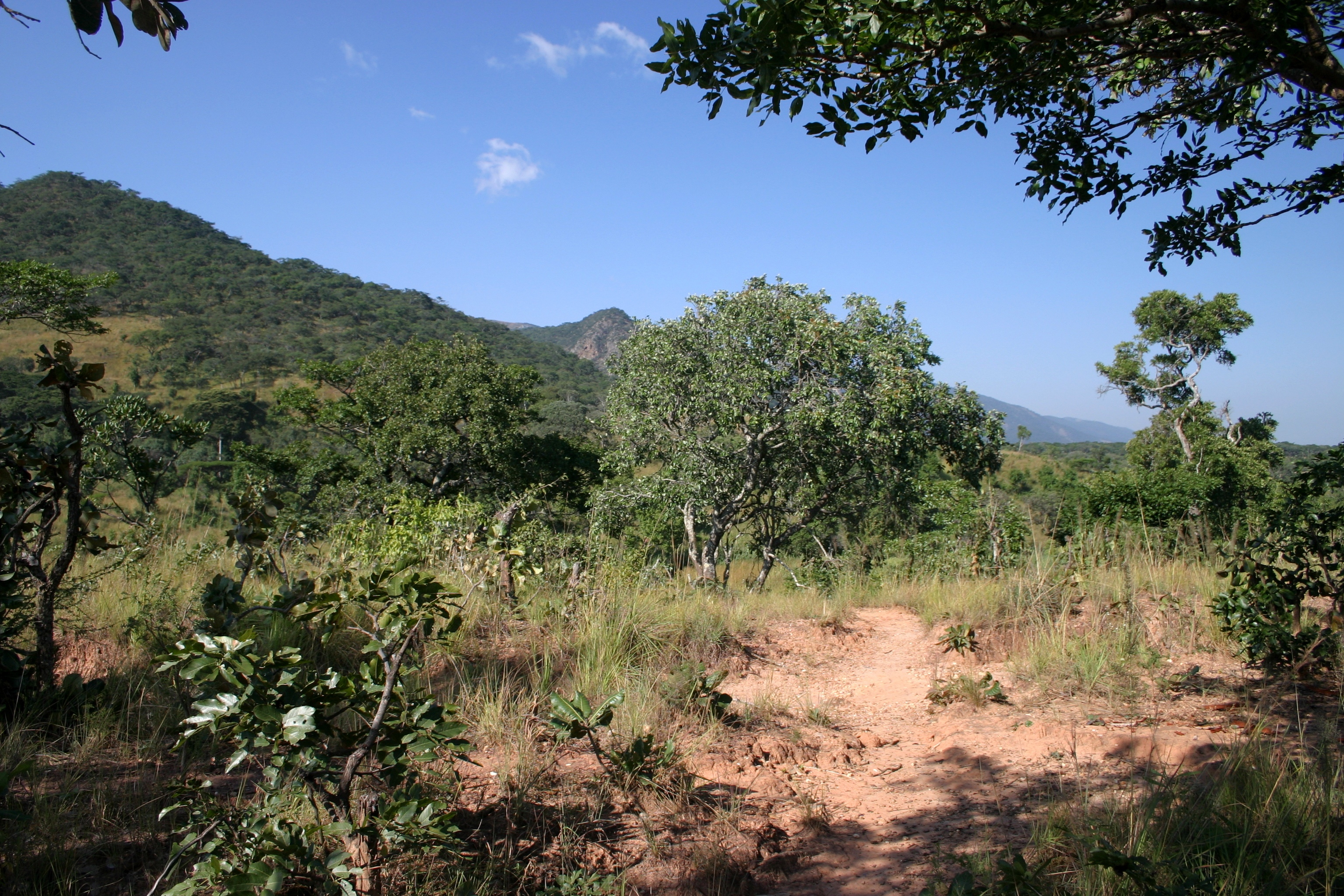
Forêt miombo.
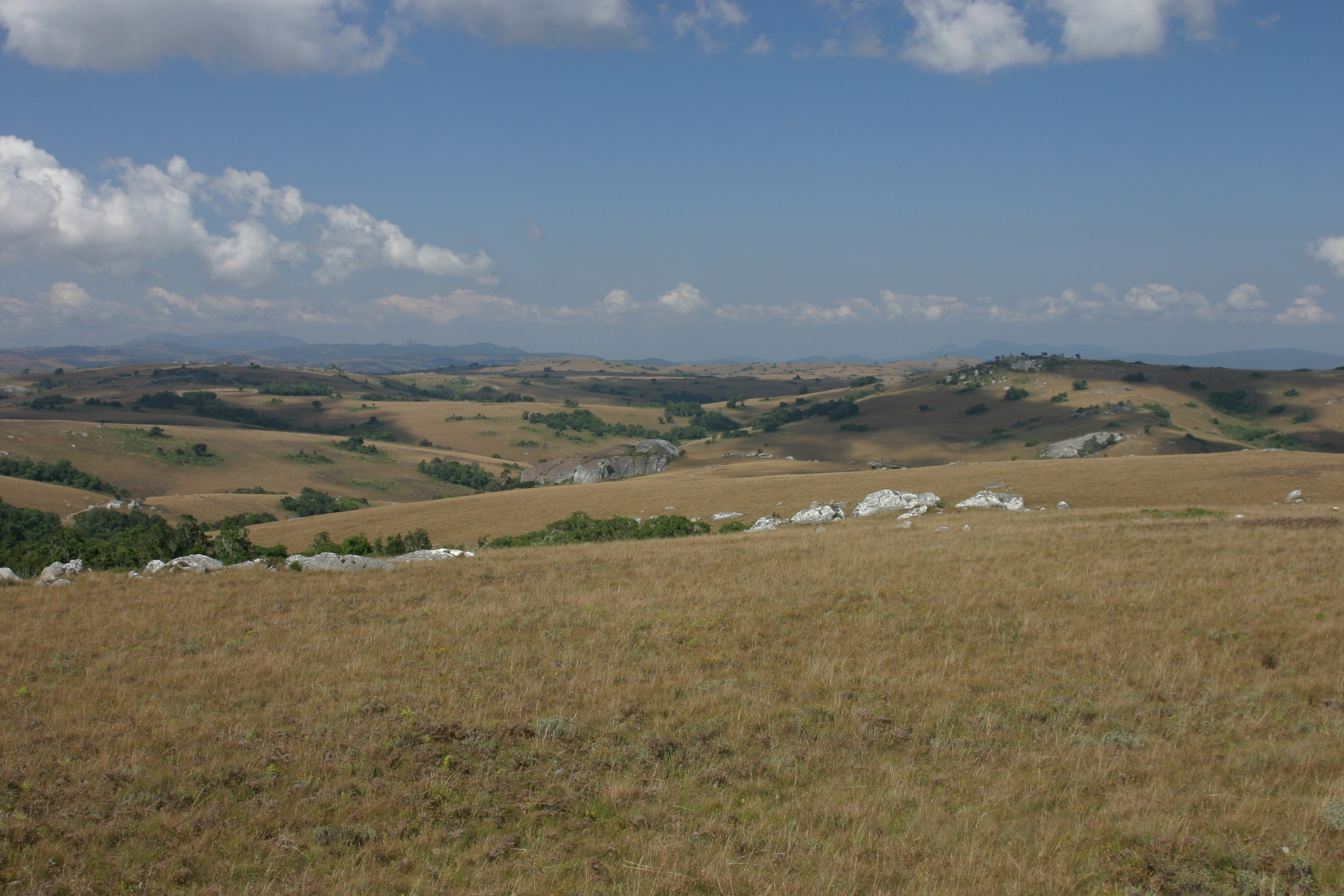
Paysage typique du plateau.

## Partie zambienne du parc
Le terrain à l'ouest de la route du plateau se trouve en Zambie ; ce pays appelle cette partie de son territoire de la même façon, « parc national de Nyika », mais cela ne représente que 80 km2. Dans la mesure où il n'existe aucune autre route, on ne peut le rejoindre que via le Malawi. La partie zambienne comprend un bâtiment de l'époque coloniale proposant une vue magnifique vers l'ouest mais il a été fermé en 1998 et, en 2015, il reste abandonné.

## Patrimoine mondial
Le site a été inscrit sur la liste indicative du patrimoine mondial de l'UNESCO le 17 mai 2000, son inscription sur la liste du patrimoine a, en revanche, été rejetée en 2006.